# Lobopoma
Lobopoma is een geslacht van rechtvleugeligen uit de familie veldsprinkhanen (Acrididae). De wetenschappelijke naam van dit geslacht is voor het eerst geldig gepubliceerd in 1896 door Karsch.

## Soorten
Het geslacht Lobopoma omvat de volgende soorten:
- Lobopoma ambages Karsch, 1896
- Lobopoma longicornis Chopard, 1958
- Lobopoma mitchelli Popov & Fishpool, 1992
- Lobopoma robertsoni Popov & Fishpool, 1992